# Клишино (Волоколамский район)
Клишино — деревня в Волоколамском городском округе Московской области России. Население — 1072 чел. (2010).

## География
Деревня Клишино расположена на западе Московской области, в юго-западной части Волоколамского городского округа, примерно в 15 км юго-западу от города Волоколамска, на левом берегу впадающей в Щетинку небольшой речки Чернавки (бассейн Рузы).
В деревне 7 улиц — Заречная, Лесная, Луговая, Новая, Полевая, Садовая и Центральная, 1 микрорайон, приписано 1 садоводческое товарищество. Связана прямым автобусным сообщением с районным центром (маршруты № 22, 26, 27, 29).
В 3 км к востоку от Клишино находится село Спасс; в 2 км к западу — деревня Ивановское; в 1 км к юго-востоку — деревня Милованье; в 600 м к северу — деревня Скорякино.

## Население
| 1859 | 1890 | 1899 | 1926 | 2002  | 2006  | 2010  |
| ---- | ---- | ---- | ---- | ----- | ----- | ----- |
| 299  | ↘242 | ↘154 | ↗239 | ↗1069 | ↗1161 | ↘1072 |

## История
В «Списке населённых мест» 1862 года — казённая деревня 1-го стана Рузского уезда Московской губернии по левую сторону дороги из города Можайска в город Волоколамск, в 36 верстах от уездного города, при колодце, с 46 дворами и 299 жителями (139 мужчин, 160 женщин).
По данным на 1890 год — деревня Судниковской волости Рузского уезда с 242 душами населения и земским училищем.
В 1913 году — 59 дворов и земское училище.
В 1919 году включена в состав Осташёвской волости Волоколамского уезда.
По материалам Всесоюзной переписи населения 1926 года — деревня Щекотовского сельсовета Осташёвской волости Волоколамского уезда в 9 км от Осташёвского шоссе и 12 км от станции Волоколамск Балтийской железной дороги. Проживало 239 жителей (101 мужчина, 138 женщин), насчитывалось 54 крестьянских хозяйства, имелась школа.
С 1929 года — населённый пункт в составе Волоколамского района Московского округа Московской области. Постановлением ЦИК и СНК от 23 июля 1930 года округа как административно-территориальные единицы были ликвидированы.
1929—1939 гг. — центр Клишинского сельсовета Волоколамского района.
1939—1954 гг. — центр Клишинского сельсовета Осташёвского района.
1954—1957 гг. — деревня Спасского сельсовета Осташёвского района.
1957—1963, 1965—1968 гг. — деревня Спасского сельсовета Волоколамского района.
1963—1965 гг. — деревня Спасского сельсовета Волоколамского укрупнённого сельского района.
1968—1972 гг. — деревня Горбуновского сельсовета Волоколамского района.
1972—1994 гг. — центр Кармановского сельсовета Волоколамского района.
1994—2006 гг. — центр Кармановского сельского округа Волоколамского района.
С 2006 по 2018 года— деревня сельского поселения Спасское Волоколамского муниципального района Московской области.
С 2019 года деревня Волоколамского городского округа.